# Qiu Jin
Qiu Jin (ur. 8 listopada 1875, zm. 15 lipca 1907) – chińska działaczka na rzecz praw kobiet, aktywistka antymandżurska, poetka i nauczycielka.
Pochodziła z arystokratycznej rodziny mieszkającej w Shaoxing. W 1896 roku została wydana za mąż za Wang Tingjuna, z którym miała syna (ur. 1897) i córkę (ur. 1901). W związku z awansem Wanga w 1903 roku przeprowadzili się do Pekinu. Jej relacje z mężem nie układały się zbyt dobrze, wskutek czego w 1904 roku porzuciła rodzinę i wyjechała na dwuletnie studia do Japonii. Tam związała się z ruchem rewolucyjnym kierowanym przez Sun Jat-sena. Po powrocie do kraju pracowała w jednej ze szkół w Zhejiangu. Placówka, założona przez rewolucjonistów, pod przykrywką akademii sportowej zajmowała się de facto szkoleniem przyszłych oddziałów powstańczych. 
Tworzyła wiersze o zróżnicowanym charakterze, od subtelnych utworów wykorzystujących tradycyjne motywy po proste, zagrzewające do walki i działania. Redagowała Dziennik Kobiet Chińskich (中國女報, Zhongguo Nübao), pierwsze chińskie pismo o feministycznym charakterze. Występowała przeciwko krępowaniu stóp i aranżowanym małżeństwom, nosiła męskie ubrania.
6 lipca 1907 roku jej kuzyn Xu Xilin dokonał zamachu na gubernatora prowincji Anhui. W kilka dni później Qiu została aresztowana, oskarżona o udział w przygotowaniach do antyrządowego powstania i ścięta publicznie w centrum Shaoxing. Po śmierci stała się jednym z symboli ruchu republikańskiego. Pochowana jest nad Jeziorem Zachodnim w Hangzhou.